# O-Zone
O-Zone (с рум. — «Озон» или «Зона 0») — молдавская музыкальная поп-группа, существовавшая в 1999—2005 годах, композиции «Despre Tine» и «Dragostea Din Tei» которой в середине 2000-х имели невероятную популярность на танцполах и в радиоэфире республик бывшего СССР и Восточной Европы.

## История группы
Группа была основана в 1999 году бывшими участниками молдавской рок-группы Inferialis Даном Баланом (рум. Dan Bălan) и Петром Желиховским (рум. Petru Jelihovschi) в городе Кишинёв, Молдавия. Название группы объясняет её лидер и основатель Дан Балан:
«Озон как воздух после дождя — чистый и свежий. И к тому же, кто не знает, в мобильной сети Conex Зона 0 — это Молдова».
В этом же году группа выпускает дебютный альбом под названием Dar, unde eşti (рус. Но где же ты...), состоящий из 11 композиций. С этого момента группа становится очень популярна на родине. Однако такой состав группы держался недолго. Когда встал вопрос о том, что надо заниматься музыкой профессионально, Пётр ушёл из группы, объяснив это тем, что для него музыка — всего лишь хобби. В дальнейшем Пётр стал директором молдавского государственного телеканала Prime.
Весной 2001 года был объявлен кастинг на место в группе, который прошли два человека: Раду Сырбу (рум. Radu Sîrbu) и Арсение Тодираш (рум. Arsenie Todiraş). Втроём они сформировали новый, окончательный состав O-Zone.
В августе 2002 года группа уже в новом составе выпускает второй альбом Number 1 (рус. Номер 1), принёсший группе колоссальную популярность в Румынии и известность за рубежом. Cингл «Despre Tine» (рус. «О тебе») держался на вершине румынского чарта в течение трёх недель.
Но ещё большую популярность коллектив завоевал после выхода «Dragostea Din Tei» (рус. «Липовая любовь»), принёсшей им всемирную славу. Строчка «nu mă, nu mă iei» из песни стала известной любителям музыки во всём мире. Композиция долгое время держалась в первых строчках мировых хит-парадов; на волне успеха издаются синглы «Despre Tine» и «De Ce Plang Chitarele» (рус. «О чём плачут гитары»). Третий и последний альбом группы DiscO-Zone (игра слов: Disc O-Zone и Disco Zone), вышедший в 2003 году в Румынии и (в расширенном варианте) в 2004 году во всём мире, был признан одним из самых продаваемых дисков в 2005 году. Альбом вошел в десятку лучших во многих других странах, в том числе в Соединенном Королевстве, где занял 3-е место в чарте синглов.
В 2005 году контракт между солистами группы был расторгнут, и группа была распущена.
9—10 мая 2017 года, спустя двенадцать лет, группа временно возродилась и дала два концерта: в Бухаресте и Кишинёве. В 2020 году трио воссоединилось, чтобы выступить на концерте «Revelion 2020. Disco Night Fever» перед 90-тысячной аудиторией, мероприятие, посвящено Дню Европы в Бухаресте. Дан Балан, Арсениум и Раду Сырбу исполнили свои старые хиты, среди которых были «Dragostea din tei» и «De ce plâng chitarele».
В 2020 году, в период пандемии COVID-19, Arsenium и Radu представили совместную песню «Lay Down».

## Дискография
Альбомы
- 1999 — Dar, Unde Eşti…
- 2002 — Number 1
- 2004 — DiscO-Zone

Синглы:
- 2002 — «Numai Tu»
- 2002 — «Despre Tine»
- 2003 — «Dragostea Din Tei»
- 2004 — «Despre Tine» (переиздание)
- 2004 — «De Ce Plang Chitarele»

## Клипы
- 2002 — Numai Tu
- 2003 — Despre Tine
- 2003 — Dragostea Din Tei
- 2004 — De Ce Plang Chitarele

## Другие проекты
- Arsenium
- Dan Bălan/Crazy Loop
- RadU